# Вывод из эксплуатации энергоблоков АЭС
Вывод из эксплуатации энергоблоков АЭС после выработки проектного срока службы — естественный и необходимый этап жизненного цикла энергоблока. В соответствии с документом «ОПБ-88/97» (Общие положения обеспечения безопасности атомных станций), вывод из эксплуатации представляет собой комплекс мероприятий, в результате которых после удаления ядерного топлива исключается использование блока в качестве энергоисточника.
К настоящему времени в мире остановлены и находятся в разных стадиях вывода из эксплуатации 138 энергоблоков АЭС, не считая экспериментальных, промышленных, исследовательских и транспортных реакторов.
Мировой опыт показывает, что это требует значительных интеллектуальных, материальных затрат и тщательного планирования. Необходимо разработать специальную нормативно-правовую базу, создать инфраструктуру для решения этой системной проблемы, требующей инновационных инженерных решений. И, наконец, необходим хорошо организованный высококвалифицированный персонал.

## В России
На момент распада СССР в стадии окончательно остановленных энергетических реакторов числились два блока Нововоронежской и два блока Белоярской АЭС. В 2002 году был заглушен единственный реактор первой в мире Обнинской АЭС. В 2008 году были остановлены промышленные реакторы Сибирской АЭС, попутно вырабатывавшие электроэнергию. В 2016 году выведен из эксплуатации третий энергоблок Нововоронежской АЭС, а в 2018 году первый энергоблок Ленинградской АЭС.
Из остановленных реакторов выгружается отработавшее ядерное топливо, объекты консервируются с соблюдением мер ядерной и радиационной безопасности. Сроки окончательного демонтажа облученного оборудования еще не определены. Выдержка облученного оборудования после остановки уменьшит его радиационный фон и позволит снизить уровень сложности работ и дозовые нагрузки на персонал при демонтаже.
Очевидно, что при выводе из эксплуатации должно уделяться самое серьёзное внимание безопасности персонала, населения, природной среды. Потребуется обеспечить смягчение негативных социальных последствий, связанных с потерей рабочих мест в городах-спутниках АЭС. Эти города с населением от 30 до 70 тыс. жителей социально и экономически уязвимы. Их жизненная инфраструктура жёстко завязана на работающий атомный объект. Отсутствуют альтернативные рабочие места. Часть таких городов — закрытые или полузакрытые территориальные образования.
Наиболее успешно задача вывода из эксплуатации старых энергоблоков может быть решена, если в этом процессе участвуют представители различных социальных групп — власти всех уровней, атомные эксперты, а также профсоюзы и заинтересованная общественность. Такой подход оправдан хотя бы потому, что выбор площадки для временного хранилища или окончательного захоронения радиоактивных отходов (РАО) часто затруднен именно из-за протестов местного населения.
В 2017 году Росэнергоатом принял решение об изменении концепции демонтажа АЭС. Если ранее Концерном использовался принцип «отложенного демонтажа» (энергоблоки останавливаются, но не демонтируются, остаются под наблюдением на несколько десятков лет, соответственно ликвидация объекта длится вплоть до 70 лет), то приоритетом теперь становится «немедленный демонтаж». Принцип «немедленного демонтажа» подразумевает около 5 лет подготовки к ликвидации объекта и примерно 15 лет самого процесса ликвидации. Эта практика позволяет экономить на ликвидации энергоблоков АЭС до 20 % по сравнению с «отложенным демонтажем». Такая стратегия демонтажа позволяет использовать ресурсы оставшегося оборудования и конструкций энергоблоков, которые остановлены.
Пилотным проектом по «немедленному демонтажу» выбрана Нововоронежская АЭС (пилот должен закончиться в 2035 году). Также по этому принципу будут выводиться из эксплуатации энергоблоки Ленинградской АЭС и Белоярской АЭС.
В дальнейшем, опыт «немедленного демонтажа» АЭС планируется использовать на международном рынке.
Согласно стратегическому плану Концерна Росэнергоатом, в 2021—2026 году должны быть выведены из эксплуатации следующие энергоблоки:
- энергоблок № 2 Ленинградской АЭС, реактор РБМК-1000 (2020 год)
- энергоблок № 1 Курской АЭС, реактор РБМК-1000 (2021 год)
- энергоблоки №№ 2-4 Билибинской АЭС, реактор ЭГП-12 (2022 год)
- энергоблок № 2 Курской АЭС, реактор РБМК-1000 (2024 год)
- энергоблок № 3 Ленинградской АЭС, реактор РБМК-1000 (2025 год)
- энергоблок № 4 Ленинградской АЭС, реактор РБМК-1000 (2026 год).

## Ситуация вокруг Балтийского моря
Балтика относится к особо уязвимым морским экосистемам и нуждается в международной координации усилий для сохранения воспроизводства среды обитания.
К настоящему времени на юге и западе Балтийского региона выводятся из эксплуатации 9 энергоблоков на АЭС Германии, Швеции и Литвы.
Своевременный и безопасный вывод из эксплуатации Кольской и Ленинградской АЭС важен не только для России, но и для сопредельных стран. Известно, что Балтика является самым радиоактивно загрязненным морем в мире. Это результат использования ядерных технологий.
Но из-за того, что Кольская и Ленинградская АЭС вырабатывают 40 % суммарной мощности ОЭС «Северо-Запад», причём только Ленинградская АЭС вырабатывает более 50 % суммарной мощности «Ленэнерго», вывод этих станций из эксплуатации не представляется возможным. Поэтому ресурс их энергоблоков продлён, а рядом с Ленинградской АЭС уже ведётся строительство новых мощностей: первого и второго энергоблоков ЛАЭС-2 нового типа ВВЭР-1200 (Проект АЭС 2006).
Полноценное развитие Северо-западного региона во многом зависит от обеспечения его достаточным количеством энергии. В ближайшем будущем не представляется возможным строительство новых заводов (в том числе алюминиевых и других энергозависимых производств) без увеличения объёма выработки энергии атомными станциями.
Возможно, по выработке своего продлённого срока эксплуатации, энергоблоки ЛАЭС, как и Кольской АЭС будут всё же выведены из эксплуатации.

## Продление сроков эксплуатации энергоблоков
Строительство нового энергоблока стоит не менее 1.5 млрд долларов, а продление срока эксплуатации обходится примерно в 64 млн вместе с КПР энергоблока. Ещё любопытно, что американцы уже рассматривают возможность продления срока службы атомных энергоблоков до 80 лет. В Российской Федерации пока такие проекты не афишировались, но опыт многолетней эксплуатации показывает, что ресурс станций позволяет рассматривать и такие сроки продления сроков эксплуатации. Первоначальные сроки эксплуатации 30 лет были взяты из отраслевых стандартов тепловых станций, без учёта ресурса реактора, по наименее слабому не заменяемому агрегату.
Срок эксплуатации энергоблоков с новыми реакторами ВВЭР-1000, ВВЭР-1200 и ВВЭР-ТОИ (все — проект АЭС-2006), увеличен с 30 лет до 60 лет. При этом, с учетом продления сроков эксплуатации этих энергоблоков, общий период их работы может достигать 100 лет. По словам президента Курчатовского института Михаила Ковальчука, АЭС нового типа делаются из материалов, срок службы которых — 80-100 лет.
Если развивать атомную энергетическую отрасль такими темпами, какими это происходит сейчас, к 2031 году будет дефицит энергии 1-2 % (по заявлению В. В. Путина на пресс-конференции в 2009 году), поэтому к 2013 году уже проведено продление сроков эксплуатации:
- энергоблоков № 1 и № 2 Курской АЭС до 2021 и 2024 гг. соответственно
- энергоблоков № 3 и № 4 Ленинградской АЭС до 2024 и 2025 гг. соответственно
- всех 4-х энергоблоков Кольской АЭС до 2018—2029 гг.
- энергоблоков № 1 и № 2 Смоленской АЭС[5] до 2027 и 2030 гг. соответственно
- энергоблоков № 1 и № 2 Калининской АЭС[6] до 2029 и 2031 гг. соответственно
- энергоблока № 5 Нововоронежской АЭС[7] до 2035 года

В 2018 году окончены работы по продлению срока эксплуатации энергоблоков Балаковской, № 4 Нововоронежской, № 1 Кольской АЭС. Идет оценка возможности, безопасности и экономической целесообразности продления срока энергоблока № 3 Белоярской АЭС, а также проведено комплексное обследование систем и элементов энергоблоков №№ 2-4 Билибинской АЭС на предмет оценки ресурсных характеристик оборудования.
На начало 2019 года к продлению сроков эксплуатации предполагаются следующие станции:
- энергоблок № 4 Балаковской АЭС до 2053 года
- энергоблок № 3 Смоленской АЭС до 2034 года
- энергоблок № 2 Кольской АЭС до 2034 года (повторное продление, первое действовало до 2019 года)[8].

В Концерне Росэнергоатом принята «Программа продления срока эксплуатации действующих энергоблоков АЭС на 2013—2023 годы». На конец 2018 года в России работало 27 ядерных энергоблоков с продленным сроком эксплуатации.